# 普雷科尔班
普雷科尔班（法語：Précorbin，法語發音：[pʁekɔʁbɛ̃]）是法国芒什省的一个旧市镇，属于圣洛区。

## 地理
普雷科尔班（49°5'8"N, 0°57'43"W）面积7.21 平方千米，位于法国诺曼底大区芒什省，该省份为法国西北部沿海省份，西、北、东北三面环大西洋，东起顺时针与卡爾瓦多斯省、奧恩省、马耶讷省和伊勒-维莱讷省接壤。
与普雷科尔班接壤的市镇（或旧市镇、城区）包括：圣让德拜桑、朗贝维尔、鲁克瑟维尔、圣阿芒、圣让代勒。
普雷科尔班的时区为UTC+01:00、UTC+02:00（夏令时）。

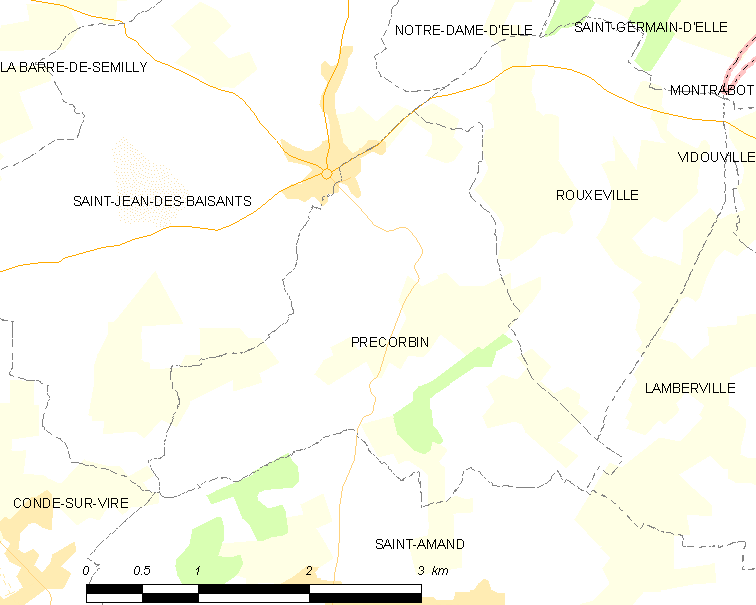
普雷科尔班的OSM定位图

## 行政
普雷科尔班的邮政编码为50810，INSEE市镇编码为50414。

## 政治
普雷科尔班所属的省级选区为维尔河畔孔代县。

## 人口

1962-2008年间普雷科尔班人口变化图示

普雷科尔班于2018年1月1日时的人口数量为515人。